# 张文宝
张文宝（？—933年），五代十国后唐官员。
张文宝是唐昭宗时谏议大夫张顗之子。张文宝开始依附河中朱友谦为从事。唐庄宗在魏州即位，任命张文宝知制誥，历任中书舍人、刑部侍郎、左散騎常侍、知贡举、吏部侍郎。张文宝性请淡雅好古。长兴四年（933年），吏部侍郎张文宝经海路出使吴越国杭州，途中船坏了，水手用小船接济他，与副使吏部郎中张绚靠风力飘流至杨吴的天长县。原有随从二百人，留存下来的只剩五人。吴睿帝杨溥接待他很优厚，资助他随从人员的仪礼服装、钱币数万，仍然为他转达公文给吴越国王钱元瓘，让他们派人在境界上迎候。张文宝只接受了饮食，其他东西都没有要，并说：“本朝与吴国很长时间不通问讯了，现在既不是君臣关系，又不是宾主关系，如果接受了这些，用什么言词来致谢。”杨溥很赞赏他，送他们到杭州，他完成了朝廷委派的任务，到杭州宣国命而还。回到青州，去世。其子张吉，官至县令。